# كوينتين جيلبرت
كوينتين جيلبرت (بالفرنسية: Quentin Gilbert)‏ مواليد 29 مايو 1989، هو سائق راليات فرنسي بدأ مسيرته في سنة 2012. كان أول رالي له هو رالي فرنسا 2012. تنافس في بطولة العالم للراليات.

## روابط خارجية
- كوينتين جيلبرت على موقع Rallye-info.com (الإنجليزية)
- كوينتين جيلبرت على موقع eWRC-results.com (الإنجليزية)